# Messeturm (Bâle)
Pour les articles homonymes, voir Messeturm (homonymie).
La Messeturm, est un gratte-ciel de 105 mètres et de 31 étages situé à Bâle. C'était le plus haut gratte-ciel de Suisse jusqu'au 29 mars 2010, date à laquelle il a été dépassé par la Prime Tower de Zurich qui mesure 126 mètres,.
Il a été bâti par le bureau d'architectes Morger & Degelo associé à Daniele Marques entre juillet 2001 et octobre 2003.

## Situation et contenu
Il est situé sur la Messeplatz (Place de la Foire), à côté de la Mustermesse Basel (Foire aux échantillons de Bâle). Un bar appelé "Bar Rouge" ("red bar") se trouve au dernier étage, offrant une bonne vue sur la ville. Le bâtiment contient également un hôtel de 200 chambres ainsi que des bureaux.

## Sources
- (de) Cet article est partiellement ou en totalité issu de l’article de Wikipédia en allemand intitulé « Messeturm Basel » (voir la liste des auteurs).

- (en) Cet article est partiellement ou en totalité issu de l’article de Wikipédia en anglais intitulé « Basler Messeturm » (voir la liste des auteurs).
- Description technique